# GSC6544-2838
GSC6544-2838 — хімічно пекулярна зоря спектрального класу A5, що має видиму зоряну величину в смузі V приблизно 10,1.

## Пекулярний хімічний склад
Зоряна атмосфера GSC6544-2838 має підвищений вміст 
Cr
.